# Tendencia decreciente de la tasa de ganancia

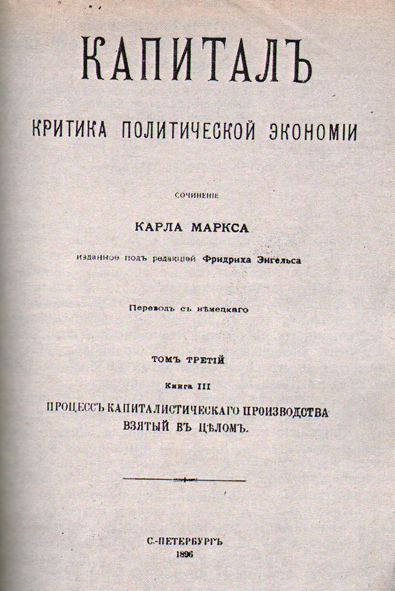
Portada de la edición rusa del tomo III de El capital por Nikolái Danielson (1896).

La tendencia decreciente de la tasa de ganancia (TDTG) es una hipótesis de la teoría de la crisis de la economía política, según la cual la tasa de ganancia —la relación del beneficio económico obtenido por la producción y venta de un producto entre la cantidad de capital invertido— disminuye con el paso del tiempo. Esta hipótesis cobró mayor importancia a partir de su discusión por Karl Marx en el capítulo 13 de El capital, tomo III, pero economistas tan diversos como Adam Smith, David Ricardo, Thomas Malthus, John Stuart Mill, William Stanley Jevons y John Maynard Keynes se refirieron explícitamente a la tendencia como un fenómeno empírico que exigía una explicación teórica más detallada, aunque difirieron en las razones por las que la tendencia debería ocurrir necesariamente.
Geoffrey Hodgson afirmó que la tendencia decreciente de la tasa de ganancia ha sido considerada "como la columna vertebral del marxismo revolucionario. Según este punto de vista, su refutación o eliminación conduciría al reformismo en la teoría y en la práctica". Paul Cockshott la considera como "clave de la acumulación en las economías capitalistas". Stephen Cullenberg afirmó que la tasa decreciente "sigue siendo uno de los temas más importantes y más debatidos de toda la economía" porque plantea "la cuestión fundamental de si, a medida que el capitalismo crece, este mismo proceso de crecimiento socavará sus condiciones de existencia y, por lo tanto, engendrará crisis periódicas o seculares".

## Explicaciones causales

### Adam Smith
Según Adam Smith, esta tendencia se debía a ley de la oferta y la demanda aplicada al salario. El aumento de la competencia a lo largo del tiempo obligaba a que los precios bajasen para que los productos continuaran siendo competitivos. "En países ricos serán altos los salarios y bajos los beneficios; en países pobres ocurrirá lo contrario [...] En caso de plena prosperidad, suben salarios y beneficios [...] El caso contrario ocurrirá en una sociedad que ha caído en el estancamiento. En tal hipótesis, bajarían los salarios y los beneficios". El propio crecimiento del stock de capital reduciría la tasa media de ganancia.Smith vio positivamente esta tendencia en la economía:
«La abundante recompensa del trabajo, así como ese efecto necesario, así también es sintonía el más seguro de los progresos de la riqueza nacional» Riqueza de las naciones (Barcelona, Bosch, 1933) vol. 1 p.117.

### David Ricardo
David Ricardo, interpretando la teoría de la caída de la tasa de ganancia de Adam Smith como que el aumento de la competencia reduce la tasa promedio de ganancia, argumentó que la competencia solo podría nivelar las diferencias en las tasas de ganancia en las inversiones en producción, pero no reducir la tasa de ganancia general (la tasa de ganancia promedio general) en su conjunto. Aparte de algunos casos excepcionales, Ricardo afirmaba que la tasa media de ganancia sólo podía caer si los salarios aumentaban. Para Ricardo, salarios y beneficios son opuestos. El beneficio es la diferencia entre el valor del producto y el salario (es decir, la cantidad de trabajo socialmente necesario para la producción de la subsistencia del obrero; véase: Teoría del valor-trabajo). Si el salario sube, el beneficio baja.
Ricardo funda esta tendencia en su teoría de la renta diferencial, cuyo presupuesto es la "ley de rendimientos decrecientes". La renta de las tierras más fértiles sube y eleva los costes de los de subsistencia. En consecuencia el salario nominal sube, incluso si el salario real permanece al mismo nivel o si la acumulación del capital aumenta la masa de productos. Esta elevación de rentas y salarios tiende a devorar los beneficios. Quien se beneficia de este fenómeno es el rentista. "El antagonismo no existe propiamente entre los propietarios de la tierra y los asalariados, sino entre estos y los capitalistas".
En El capital, Karl Marx criticó la idea de Ricardo. Marx argumentó que, en cambio, la tendencia a la baja de la tasa de ganancia es "una expresión peculiar del modo de producción capitalista del desarrollo progresivo de la productividad social del trabajo". Marx nunca negó que las ganancias pudieran caer contingentemente por todo tipo de razones, pero pensó que también había una razón estructural para la TDTG, independientemente de las fluctuaciones actuales del mercado.

### Thomas Malthus
Thomas Malthus había argumentado que Smith estaba en lo correcto al atribuir la caída de la tasa de ganancia a los efectos de la "competencia" y acepta la tesis de Ricardo, basado en su propia teoría de la población, pero rechaza que su causa determinante sea la elevación de los salarios y de las rentas. Al contrario, es la acumulación del capital y el ahorro, que produce el subconsumo. El subconsumo provoca insuficiente demanda, y esta acarrea la caída de los precios y los beneficios. "La producción marcha entonces a un ritmo más acelerado que el consumo, provocando una falta de demanda para absorber la producción".

### Karl Marx
En la crítica de El capital, tomo III de Marx a la economía política, el valor de una mercancía es la cantidad de tiempo de trabajo socialmente necesario para producirla. Marx argumentó que la innovación tecnológica permitió medios de producción más eficientes. A corto plazo, la productividad física aumentaría como resultado, lo que permitiría a los capitalistas de adopción temprana producir mayores valores de uso (es decir, producción física). A largo plazo, si la demanda sigue siendo la misma y se adoptan métodos más productivos en toda la economía, la cantidad de trabajo necesaria. Ahora bien, suponiendo que el valor está ligado a la cantidad de trabajo necesario, el valor de la producción física disminuiría en relación con el valor del capital de producción invertido. La relación entre las ganancias y la explotación laboral se demuestra señalando que la tasa de ganancia, la relación del plusvalor obtenido entre el capital constante (maquinaria, materias primas, etc.) y capital variable (salarios) adelantado en un ciclo productivo, es directamente proporcional a la tasa de plusvalor (la relación entre el plusvalor y el capital variable) y es inversamente proporcional a la composición orgánica del capital  (la relación entre el capital constante y el capital variable). Entonces:
{\displaystyle {\mbox{Tasa de ganancia }}={\frac {P}{C+V}}\Longrightarrow {\frac {\mbox{Tasa de pluvalor}}{{\mbox{Composición orgánica del capital}}+1}}={\frac {P/V}{C/V+1}}}
La tasa de ganancia industrial tendería a disminuir a largo plazo, argumentó Marx, paradójicamente no porque la productividad disminuyera, sino porque aumentó, con la ayuda de una mayor inversión en equipos y materiales.

Con un salario y una jornada laboral dados, un capital variable, por ejemplo de 100, representa un número determinado de obreros puestos en movimiento: es el índice de ese número. Sea, por ejemplo, £ 100 el salario de 100 obreros, digamos que por una semana. Si esos 100 obreros efectúan tanto trabajo necesario como plustrabajo, es decir si trabajan diariamente tanto tiempo para sí mismos o sea para la reproducción de su salario como para el capitalista esto es, para la producción de plusvalor, su producto de valor global sería = £ 200 y el plusvalor por ellos generado ascendería a £ 100. La pv tasa de plusvalor sería = 100 %. Sin embargo, y v tal como hemos visto, esa tasa del plusvalor se expresaría en tasas de ganancia sumamente diversas según los diversos volúmenes del capital constante c y, por ende, del capital pv global C, puesto que la tasa de ganancia = C.  

Siendo la tasa de plusvalor del 100 %:
- Si c = 50 y v = 100, entonces g'= 100/150 == 66⅔%;
- c = 100 y v = 100, entonces g'= 100/200 == 50%;
- c = 200 y v = 100, entonces g'= 100/300 == 33⅓%;
- c = 300 y v = 100, entonces g'= 100/400 == 25%;
- c = 400 y v = 100, entonces g'= 100/500 == 20%.

Con un grado de explotación constante del trabajo, la misma tasa del plusvalor se expresaría así en una tasa decreciente de ganancia, puesto que con su volumen material aumenta asimismo aunque no en la misma proporción el volumen de valor del capital constante, y por ende del capital global.
El Capital, Tomo III, Volumen 6, Sección III. La ley de la baja tendencial de la tasa de ganancia, Cap. 13. La ley en cuanto tal.

La tendencia decreciente de la tasa de ganancia y la teoría de las crisis cíclicas de Marx ya se encontraba en Trabajo asalariado y capital (1849):

El perfeccionamiento de la maquinaria, la nueva aplicación de las fuerzas naturales al servicio de la producción, permiten crear en un tiempo de trabajo dado y con la misma cantidad de trabajo y capital una masa mayor de productos, pero no, ni mucho menos, una masa mayor de valores de cambio. Si la aplicación de la máquina de hilar me permite fabricar en una hora el doble de hilado que antes de su invención, por ejemplo, cien libras en vez de cincuenta, a cambio de estas cien libras de hilado no obtendré a la larga más mercancías que antes a cambio de las cincuenta, porque el coste de producción se ha reducido a la mitad o porque, ahora, con el mismo coste puedo fabricar el doble del producto.

[...]

Por potentes que sean los medios de producción que un capitalista arroja a la liza, la concurrencia se encargará de generalizar el empleo de estos medios de producción, y, a partir del momento en que se hayan generalizado, el único fruto de la mayor fecundidad de su capital es que ahora tendrá que dar por el mismo precio diez, veinte, cien veces más producto que antes. Pero como, para compensar con la cantidad mayor del producto vendido el precio más bajo de venta, tendrá que vender acaso mil veces más, porque ahora necesita una venta en masa, no sólo para ganar más, sino para reponer el coste de producción [...]
Karl Marx (1849) Trabajo asalariado y capital

La idea central que Marx tenía era que el progreso tecnológico general tiene un "sesgo de ahorro de trabajo" a largo plazo, y que el efecto general a largo plazo del ahorro de tiempo de trabajo en la producción de mercancías con la ayuda de más y más maquinaria tenía que ser una tasa de ganancia decreciente sobre el capital de producción, independientemente de las fluctuaciones del mercado o las construcciones financieras. La disminución de la tasa de ganancia no implica sin embargo la disminución de la masa o cantidad total de ganancias.

Si la población obrera aumenta de dos a tres millones, si el capital variable que se le paga en salarios también ha sido antes de dos millones y actualmente es de tres, mientras el capital constante aumenta de 4 a 15 millones, bajo los supuestos dados (jornada laboral y tasa de plusvalor constantes) se acrecienta la masa del plustrabajo, del plusvalor, en una mitad, en un 50 %, de 2 millones a 3. Sin embargo, y a pesar de ese aumento de la masa absoluta del plustrabajo y por consiguiente del plusvalor en un 50 %, la proporción entre el capital variable y el constante disminuirá de 2 : 4 a 3 : 15, y la proporción entre el plusvalor y el capital global se presentará de la siguiente manera (en millones):
- I) 4c + 2v + 2pv; C = 6, g' = 33 1/3 % .
- II) 15c + 3v + 3pv; C = 18, g' = 16 2/3 % .

Mientras que la masa de plusvalor ha aumentado en una mitad, la tasa de ganancia ha descendido a la mitad de la anterior. Pero la ganancia es sólo el plusvalor calculado sobre el capital social, y la masa de la ganancia, su magnitud absoluta, es por lo tanto, socialmente considerada, igual a la magnitud absoluta del plusvalor.
El Capital, Tomo III, Volumen 6, Sección III. La ley de la baja tendencial de la tasa de ganancia, Cap. 13. La ley en cuanto tal.

Marx también expone otro caso producido por la subida de salarios asumiendo una reducción de la tasa de ganancia o de la masa de ganancia:

En ambos casos también se verificaría una intensa y repentina baja en la tasa general de ganancia, pero esta vez a causa de una modificación en la composición del capital que no se debería al desarrollo de la fuerza productiva, sino a un aumento en el valor dinerario del capital variable (a causa del aumento salarial) y a la correspondiente merma de la proporción entre el plustrabajo y el trabajo necesario.
El Capital, Tomo III, Volumen 6, Sección III. La ley de la baja tendencial de la tasa de ganancia, Cap. 15. Desarrollo de las contradicciones internas de la ley

Esta tesis fue desarrollada anteriormente en el capítulo 23 "La ley general de acumulación capitalista" de El capital, tomo I.
El economista marxista Paul Cockshott formalizó matemáticamente esta tendencia con la siguiente fórmula: {\displaystyle r_{e}=(t+g)/\alpha }, "donde {\displaystyle r_{e}} es la tasa de equilibrio dinámico o atractor, {\displaystyle t} la tasa anual de cambio técnico (aumento de la productividad del trabajo), {\displaystyle g} la tasa de crecimiento anual de la fuerza de trabajo y α es la participación neta de la ganancia que se acumula después de tener en cuenta la depreciación".

### William Stanley Jevons
Según William Stanley Jevons, la caída de la tasa de ganancia o «tasa de interés», es «una de las doctrinas favoritas de los economistas». Rechazó la explicación de Smith y «el aumento del coste del trabajo» como causa de esta tendencia. En oposición, Jevons argumentó que los «rendimientos del capital y del trabajo» son «independientes entre sí»; y «que el interés está determinado por el incremento del producto que permite obtener un trabajador». Entonces el tipo de interés será mayor cuando «el producto total {\displaystyle ft} sea menor, si la ventaja de más capital, medida por {\displaystyle f't}, permanece invariable».
"[E]l interés del capital siempre tiende a disminuir muy rápidamente a medida que aumenta su monto, en proporción al trabajo que soporta. Esto se debe a que, para incrementos de tiempo iguales, los incrementos necesarios de capital aumentan con el tiempo. Así, si emprendo un trabajo que puedo terminar en un año, tengo que esperar el resultado, en promedio, solo medio año. Si, en cambio, trabajo un segundo año antes de obtenerlo, espero un año entero por el trabajo del año anterior y medio año por el del segundo. Así, empleo al menos tres veces más capital en el segundo año que en el primero. En el tercer año debo emplear al menos cinco veces más capital, en el cuarto año al menos siete veces, y así sucesivamente."

### John Maynard Keynes
En Teoría general del empleo, el interés y el dinero (1936), John Maynard Keynes habló en los capítulos 11 y 12 sobre la relación de las ganancias con la inversión y las expectativas de la rentabilidad, tal como se captura en el concepto de eficiencia marginal del capital, en conjunción con la tasa de interés de largo plazo. Al igual que Mill, Keynes "creía que el potencial de acumulación de una economía moderna trascendía en gran medida el ritmo al que surgirían nuevas oportunidades de inversión"
"Si aumenta la inversión en cualquier tipo de capital durante un período determinado, su eficiencia marginal disminuirá a medida que aumente la inversión, en parte porque el rendimiento esperado disminuirá al aumentar la oferta de ese tipo de capital y en parte porque, por regla general, la presión sobre las instalaciones para producir dicho tipo de capital provocará un aumento en su precio de oferta. El segundo factor suele ser el más importante para alcanzar el equilibrio a corto plazo, pero cuanto más largo sea el período considerado, más ocupa su lugar el primero. [...]
Ahora bien, es evidente que la tasa real de inversión actual se verá impulsada hasta el punto en que ya no habrá ninguna clase de activo de capital cuya eficiencia marginal supere la tasa de interés vigente. En otras palabras, la tasa de inversión se verá impulsada hasta el punto en la curva de demanda de inversión donde la eficiencia marginal del capital, en general, sea igual a la tasa de interés de mercado".
Por lo tanto, "la idea de Keynes es que, a medida que una empresa aumenta su inversión y expande su producción, se vuelve extremadamente difícil mantener el crecimiento de sus ventas al precio vigente".

## Contratendencias
Ricardo pone como fuerzas que pueden contrarrestar esta tendencia "elevar la productividad de la agricultura a fin de obtener medios de subsistencia más baratos" y "la importación de alimentos baratos de otros países". Por ello, Ricardo fue partidario del libre comercio, y muy especialmente de las importaciones de alimentos extranjeros.

Marx consideraba la tendencia decreciente de la tasa de ganancia como una tendencia general en el desarrollo del modo de producción capitalista, y que también hay "factores contrarios" que operan y que también deben ser estudiados. Los factores que lo contrarrestan son factores que normalmente elevarían la tasa de ganancia. En su borrador de manuscrito editado por Friedrich Engels, Marx citó seis de ellos:

1. Explotación más intensa de la mano de obra (aumento de la tasa de explotación de los trabajadores).
2. Reducción de los salarios por debajo del valor de la fuerza de trabajo (tesis del empobrecimiento).
3. Abaratar los elementos del capital constante por diversos medios.
4. El crecimiento de un excedente relativo de población (el ejército industrial de reserva) que permanecía desempleado.
5. Deslocalización de la producción reduciendo el costo de los insumos industriales y bienes de consumo.
6. El aumento de la utilización del capital social por parte de las sociedades anónimas, que recae en otras parte de los costes de utilización del capital en la producción.

Sin embargo, Marx pensaba que las tendencias compensatorias no podían, en última instancia, impedir que la tasa media de ganancia en las industrias disminuyera; la tendencia era intrínseca al modo de producción capitalista. Al final, ninguno de los factores concebibles que lo contrarrestan podría detener la tendencia a la caída de los beneficios de la producción. Como sostuvo Ernest Mandel, la tasa de ganancia dejaría de disminuir si la tasa de plusvalía aumentara en la misma proporción que la composición orgánica del capital, pero esto es imposible a largo plazo: 
Teóricamente, la composición orgánica del capital puede aumentar hasta el infinito. Es decir, se trataría de una producción totalmente automatizada, de la que el trabajo vivo estaría totalmente excluido. Pero la tasa de plusvalía no puede aumentar hasta el infinito. [...] De hecho, en una economía totalmente automatizada, el plusvalor desaparecería por completo, ya que los insumos de trabajo vivo en el proceso de producción habrían desaparecido.
Mandel consideró la ley de la tendencia decreciente de la tasa media de ganancia no tanto "una explicación directa de las crisis de sobreproducción" sino "una revelación del mecanismo básico del ciclo industrial como tal".

### Otras influencias
También podría haber varios otros factores involucrados en la rentabilidad que Marx y otros no discutieron en detalle, incluyendo:
- Reducción del tiempo de rotación del capital industrial en general (y especialmente de la inversión de capital fijo).[42]
- Depreciación acelerada y rendimiento más rápido.[43]
- El nivel de inflación de precios para diferentes tipos de bienes y servicios.[44]
- Impuestos, gravámenes, subsidios y políticas crediticias de los gobiernos, intereses y costos de alquiler.[45]
- Inversión de capital en áreas de producción (antes) no capitalista, donde prevalecía una composición orgánica del capital más baja.[46]
- Guerras militares o gastos militares que provocan la inoperancia o destrucción de activos de capital, o que estimulan la producción bélica (véase economía armamentista permanente).[47]
- Factores demográficos.[48]
- Avances tecnológicos y revoluciones tecnológicas que reducen rápidamente los costos de los insumos.[49]
- Particularmente en la era de la globalización, la tarifa de flete nacional e internacional (envío, camión, carga ferroviaria, carga aérea).
- Insumos de recursos naturales sustituidos, o aumento marginal del costo de los insumos de recursos naturales no sustituidos.[50]
- Consolidación de industrias maduras en una oligarquía de sobrevivientes.[51] Las industrias maduras no atraen nuevo capital debido a los bajos rendimientos.[52] Las empresas maduras con grandes cantidades de capital invertido y reconocimiento de marca también pueden intentar bloquear nuevos competidores en sus mercados.[53] Véase también teoría del estancamiento secular.
- El uso de instrumentos de crédito para reducir los costos de capital para la nueva producción.

## Críticas
La controversia académica sobre la TDTG entre marxistas y no marxistas ha continuado durante cien años. En la actualidad existen varios miles de publicaciones académicas sobre la TDTG en todo el mundo. No hay ningún libro disponible que exponga todos los diferentes argumentos que se han presentado. El profesor Michael C. Howard afirmó que "la conexión entre la ganancia y la teoría económica es íntima. (...) Sin embargo, una teoría generalmente aceptada de la ganancia no ha surgido en ninguna etapa de la historia de la economía. Las controversias teóricas siguen siendo intensas".

### Teorema de Okishio
El economista japonés Nobuo Okishio argumentó en 1961 que "si la técnica recién introducida satisface el criterio de costo [es decir, si reduce los costos unitarios, dados los precios actuales] y la tasa del salario real permanece constante", entonces la tasa de ganancia aumentaría.
Suponiendo salarios reales constantes, el cambio técnico reduciría el costo de producción por unidad, aumentando así la tasa de ganancia del innovador. El precio de la producción bajaría, y esto haría que los costos de los otros capitalistas también cayeran. Por lo tanto, la nueva tasa de ganancia (de equilibrio) tendría que aumentar. Por implicación, la tasa de ganancia podría, en ese caso, caer si los salarios reales aumentaran en respuesta a una mayor productividad, reduciendo las ganancias.
David Ricardo también afirmó que una caída en la tasa media de ganancia normalmente sólo podría ser provocada por el aumento de los salarios (otro escenario podría ser que la competencia extranjera hiciera bajar los precios de los productos en el mercado local, lo que provocaría una caída de las ganancias).

#### Crítica al teorema de Okishio
John Roemer criticó la ausencia de capital fijo en el modelo de Okishio, y por lo tanto modificó el modelo de Okishio, para incluir el efecto del capital fijo. Sin embargo, llegó a la conclusión de que:
"... No hay esperanza de producir una teoría de la tasa de ganancia decreciente en un entorno competitivo y equilibrado con un salario real constante. Esto no significa... que no puede existir una teoría de la caída de la tasa de ganancia en las economías capitalistas. Sin embargo, uno debe relajar algunos de los supuestos de los modelos descarnados discutidos aquí, para lograr una teoría de la tasa de ganancia tan decreciente.
También es posible construir un modelo alternativo de tipo Okishio, en el que el aumento del costo de las rentas de la tierra (o rentas de la propiedad) reduce la tasa de ganancia industrial.

### Michael Heinrich
Heinrich cuestiona las teorías marxistas que dan un lugar central a la tendencia a caer de la tasa de ganancia, ya que el propio Marx omitió incluir el argumento en su trabajo teórico publicado. Y en el nivel del razonamiento del argumento, el matemático Heinrich demuestra que "una tendencia duradera a la baja de la tasa de beneficio no se puede demostrar a nivel general" con el argumento que se nos presenta. : 153 Para deducir con seguridad una caída de las ganancias como tendencia general, el argumento de Marx requiere la presunción de que la tasa de plusvalor crece más rápido que la relación capital-valor, lo que no puede demostrarse matemáticamente a partir de los conceptos con los que trabaja Marx. Si bien se puede conocer la dirección general del movimiento de ambas cantidades -tanto la tasa de plusvalía relativa como la relación entre el capital y el valor se consideran en las condiciones capitalistas ordinarias como un aumento—, ninguna de las dos puede crecer sin límite, y no se ofrecen conclusiones fáciles sobre sus tasas comparativas de crecimiento. Marx, sostiene Heinrich, más tarde se dio cuenta de esta dificultad. Más de una década después de que escribiera el manuscrito que se convirtió. En la edición de Engels, el tercer volumen de El Capital, Marx compuso un manuscrito matemático donde trata extensamente el caso del aumento de las tasas de ganancia bajo una creciente composición de valor del capital.

### Productividad
Al aumentar la productividad, las tecnologías que ahorran mano de obra pueden aumentar la tasa de ganancia industrial promedio en lugar de disminuirla, en la medida en que menos trabajadores pueden producir mucho más a un costo menor, lo que permite más ventas en menos tiempo. Ladislaus Bortkiewicz declaró: "La propia demostración de Marx de su ley de la tasa de ganancia decreciente se equivoca principalmente al ignorar la relación matemática entre la productividad del trabajo y la tasa de plusvalía".
Joan Robinson sostuvo que Marx asume que "la tasa de explotación tiende a ser constante" cuando según el análisis marxiano "los salarios reales tienden a subir a medida que aumenta la productividad".
Jürgen Habermas argumentó en 1973-74 que la TDTG podría haber existido en el capitalismo liberal del siglo XIX, pero ya no existía en el capitalismo tardío, debido a la expansión del "trabajo reflexivo" ("el trabajo se aplicaba a sí mismo con el objetivo de aumentar la productividad del trabajo").
Michael Heinrich también ha argumentado que Marx no demostró adecuadamente que la tasa de ganancia disminuiría cuando se tienen en cuenta los aumentos en la productividad.

### Contingencia
La forma exacta en que evolucionará la tasa media de ganancia industrial es incierta e impredecible, o es históricamente contingente; todo depende de la configuración específica de los costes, las ventas y los márgenes de beneficio que se pueden obtener en mercados fluctuantes con determinadas tecnologías. Esta crítica de la "indeterminación" gira en torno a la idea de que el cambio tecnológico puede tener muchos efectos diferentes y contradictorios. Podría reducir los costos, o podría aumentar el desempleo; Podría ahorrar mano de obra o capital. Por lo tanto, según el argumento, es imposible inferir definitivamente un principio teórico según el cual una tasa de ganancia decreciente debe ser siempre e inevitablemente el resultado de un aumento de la productividad.
Tal vez la ley de la tendencia a la baja de la tasa de ganancia podría ser cierta en un modelo abstracto, basado en ciertos supuestos, pero en realidad no se pueden hacer predicciones empíricas sustantivas a largo plazo. Además, la rentabilidad misma puede verse influida por una enorme variedad de factores diferentes, que van mucho más allá de los que Marx especificó. De modo que hay tendencias y contratendencias que operan simultáneamente, y ningún resultado empírico particular se sigue necesariamente y siempre de ellas.

### Falsacionismo
Karl Popper considera que el marxismo "había sido inicialmente científico, en el sentido de que era genuinamente predictivo" pero sus predicciones fueron fallidas. Las contratendencias que Marx enumeró son para Popper explicaciones ad hoc para salvaguardar la tesis de la tendencia de creciente, lo cual no permite verificar o falsar la tesis marxiana y en consecuencia "carece de estatus científico".

### Teoría del valor
Steve Keen argumenta que si se asume que la teoría del valor-trabajo está equivocada, entonces esto obvia la mayor parte de la crítica. Keen sugiere que la TDTG se basó en la idea de que sólo el trabajo puede crear nuevo valor (siguiendo la teoría del valor-trabajo), y que hubo una tendencia a lo largo del tiempo a que la relación entre el capital y el trabajo (en términos de valor) aumentara. Si el excedente puede ser producido por todos los insumos de producción, entonces él cree que no hay razón por la cual un aumento en la relación entre el capital y los insumos de trabajo deba causar que la tasa general de excedente disminuya.
Eugen Böhm von Bawerk y su crítico Ladislaus Bortkiewicz (a su vez influenciado por Vládimir Karpovich Dmitriev) afirmaron que el argumento de Marx sobre la distribución de las ganancias de la plusvalía recién producida es matemáticamente defectuoso. Esto dio lugar a una larga controversia académica Los críticos afirmaron que Marx no logró reconciliar la ley del valor con la realidad de la distribución del capital y las ganancias, un problema que ya había preocupado a David Ricardo, quien heredó el problema de Adam Smith, pero no lo resolvió.
Marx ya era consciente de este problema teórico cuando escribió La miseria de la filosofía (1847) sobre "la influencia que la acumulación de capitales y su distinta naturaleza (capitales fijos y capitales circulantes), así como el nivel de los salarios, pueden ejercer sobre el valor proporcional de los productos". Vuelve a ser mencionado en los Grundrisse (1858). Al final del capítulo 1 de su Contribución a la crítica de la economía política (1859), se refirió a ella y anunció su intención de resolverla. En Teorías sobre la plusvalía (1862-1863), discute el problema muy claramente. Su primer intento de solución se produce en una carta a Engels, fechada el 2 de agosto de 1862. En El capital, tomo I (1867) señaló que todavía se necesitaban "muchos términos intermedios" en su narrativa progresiva para llegar a la respuesta. 
Friedrich Engels sugirió que Marx había resuelto el problema en el póstumo El capital, tomo III, pero los críticos alegaron que Marx nunca dio una solución creíble o definitiva. Específicamente, los críticos afirmaron que Marx no pudo demostrar que las necesidades medias de trabajo son el verdadero regulador de los precios de los productos dentro de la producción capitalista, ya que Marx no pudo demostrar cuál era exactamente la conexión causal o cuantitativa entre los dos. Como corolario, la teoría de Marx de la TDTG también fue socavada, ya que se basaba en una necesaria evolución a largo plazo de las proporciones de valor entre la composición del capital de producción y el rendimiento del capital de producción.

## Investigación empírica

### Antes de 1970

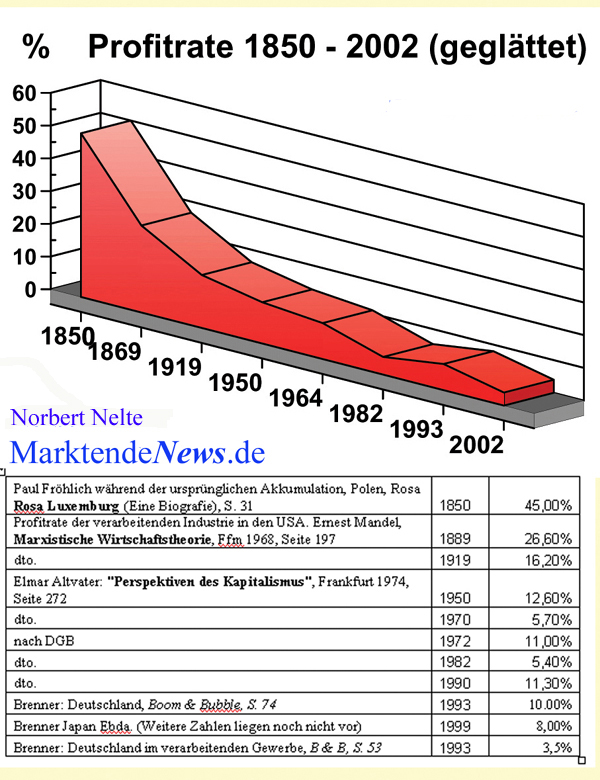
En la época de Marx, poco después de la revolución industrial, todavía existían tasas de ganancia del 45% (ganancias e intereses bancarios). Después de la Primera Guerra Mundial, cayeron al 16,2% según Ernest Mandel. Después de la Segunda Guerra Mundial, se situó en el 12,6% según Elmar Altvater y antes del año 2000 según Robert Brenner sólo en el 3,5%, muy por debajo de la tasa de interés de los mercados financieros.

En la década de 1870, Marx ciertamente quería probar su teoría de las crisis económicas y la obtención de ganancias econométricamente, pero no existían datos estadísticos macroeconómicos adecuados ni herramientas matemáticas para hacerlo. Tales recursos científicos comenzaron a existir solo medio siglo después.
En 1894, Friedrich Engels mencionó la investigación del socialista emigrado Georg Christian Stiebeling, quien comparó los datos de ganancias, ingresos, capital y producción en los informes del censo de Estados Unidos de 1870 y 1880, pero Engels afirmó que Stiebeling explicó los resultados "de una manera completamente falsa" (la defensa de Stiebeling contra las críticas de Engels incluyó dos cartas abiertas enviadas al New Yorker Volkszeitung y Die Neue Zeit). El análisis de Stiebeling representó "casi con certeza el primer uso sistemático de fuentes estadísticas en la teoría marxista del valor". 
Aunque Eugen Varga y el joven Charles Bettelheim ya estudiaron el tema, y Josef Steindl comenzó a abordar el problema en su libro de 1952, el primer análisis empírico importante de las tendencias a largo plazo en la rentabilidad inspirado por Marx fue un estudio de 1957 de Joseph Gillman. Este estudio, revisado por Ronald L. Meek y H. D. Dickinson, fue ampliamente criticado por Shane Mage en 1963. El trabajo de Mage proporcionó el primer análisis sofisticado y desagregado de los datos oficiales de las cuentas nacionales realizado por un erudito marxista.

### Después de 1970
Ha habido una serie de estudios empíricos no marxistas sobre las tendencias a largo plazo en la rentabilidad de los negocios.
Particularmente a finales de la década de 1970 y principios de la de 1980, hubo preocupaciones entre los economistas no marxistas de que la tasa de ganancia podría estar cayendo realmente.
Desde la década de 1970 se han llevado a cabo diversos esfuerzos para examinar empíricamente la TDTG. Los estudios que apoyan o argumentan a favor de ella incluyen los de Fred Moseley (1991), Anwar Shaikh (1992), Minqi Li (2007), John Bradford (2007), Basu y Manolakos (2012), Guglielmo Carchedi & Michael Roberts (2012, 2015. 2016, 2018, 2023); Paul Cockshott (2013), Themistoklis Kalogerakos (2014), Bin Yu (2016), Julio Huato, Jesus Lara Jauregui & Evan Wasner (2022); y Tomás N. Rotta & Rishabh Kumar (2024).
Entre los estudios críticos o contradictorios con la TDTG se encuentran los de Òscar Jordà (2019), Marcelo Resende (2018) y Simcha Barkai (2016). Otros estudios, como los de Basu (2013), Elveren (2015), Thomas Weiß (2015), Ivan Trofimov (2017), informan resultados mixtos o argumentan que la respuesta aún no es segura debido a hallazgos contradictorios y problemas con la medición adecuada de la TDTG. Por otro lado Michel Husson (2010) sostuvo que ha habido una tendencia al aumento de la tasa de ganancia en los principales países capitalistas.
 

De vez en cuando, las unidades de investigación de los bancos y los departamentos gubernamentales elaboran estudios de rentabilidad en diversos sectores de la industria. La Oficina Nacional de Estadísticas de Gran Bretaña ahora publica estadísticas de rentabilidad de las empresas cada trimestre, mostrando ganancias crecientes. En el Reino Unido, Ernst & Young (EY) proporciona hoy en día un Profit Warning Stress Index para las empresas que cotizan en bolsa. The Share Centre publicó el informe de Profit Watch UK. En los EE. UU., Yardeni Research proporciona un informe sobre las tendencias de los márgenes de beneficio del S&P 500, incluyendo comparaciones con los datos de la NIPA.

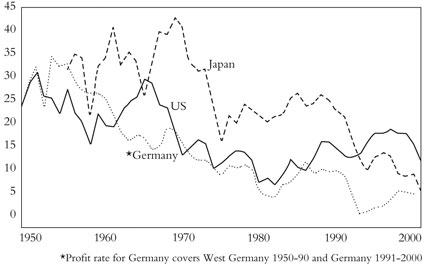
Tasa de ganancia media de Japón, EE.UU. y Alemania entre 1950-2000. Fuente: Robert Brenner.
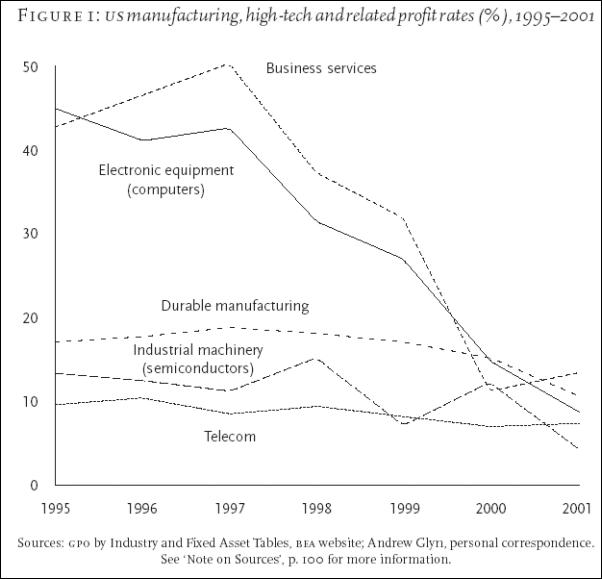
Fluctuaciones de la tasa de beneficio entre 1995-2001 en EE.UU. por industria. Fuente: Andrew Glyn y Robert Brenner.
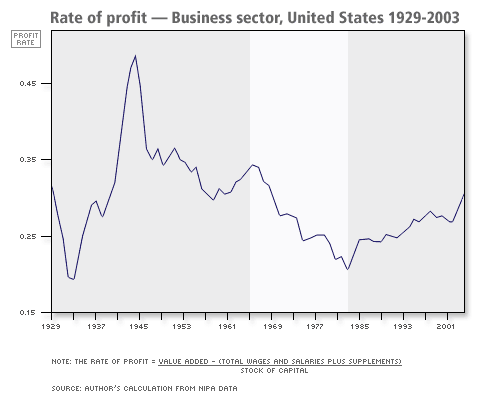
Tasa de beneficio en el sector empresarial estadounidense entre 1929-2003 Fuente: NIPA DATA.
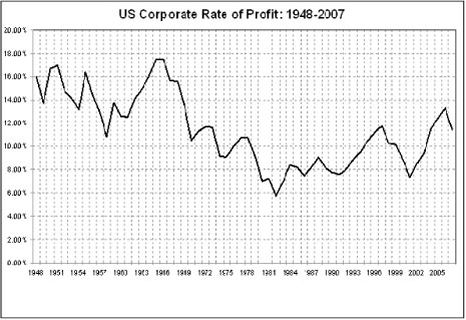
Tasa de ganancias corporativas de EE. UU. entre 1948-2007. Fuente: Dr. Murray Smith Brock.
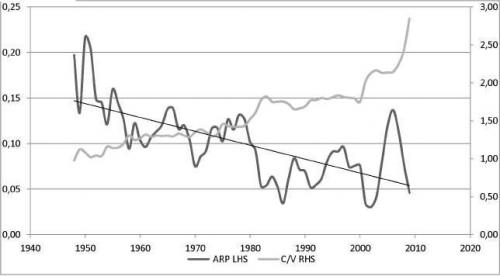
Tasa media de ganancia (ARP) y composición del capital (C/V) de los sectores productivos de EE.UU., 1950-2009. Fuente: Guglielmo Carchedi